# Max von Hohenlohe
Maximilian Emanuel Maria Alexander Victor Bruno de la Santísima Trinidad y Todos los Santos Prinz zu Hohenlohe-Langenburg (* 6. Oktober 1931 in Wien, Österreich; † 1. Dezember 1994 in Marbella, Spanien) war ein liechtensteinischer Skirennläufer.

## Biografie
Max zu Hohenlohe wurde als Sohn von Max Egon zu Hohenlohe-Langenburg und María Piedad de Iturbe geboren. Sein Bruder war Alfonso zu Hohenlohe-Langenburg. 
Bei den Olympischen Winterspielen in Cortina d’Ampezzo startete Prinz Max im Abfahrtsrennen und belegte den 45. Rang. Sein Neffe ist Hubertus von Hohenlohe, der ebenfalls an Olympischen Winterspielen teilnahm, jedoch für Mexiko startete. 
1961 heiratete er doña Ana Luisa de Medina y Fernández de Córdoba, 10. Gräfin von Ofalia, ältestes Kind der 18. Herzogin von Medinaceli, doña Victoria Eugenia Fernández de Córdoba y Fernández de Henestrosa, und ließ sich 1982 wieder scheiden. Mit ihr hatte er drei Kinder: Marco zu Hohenlohe-Langenburg (1962–2016), Pablo zu Hohenlohe-Langenburg (* 1963) und Flavia zu Hohenlohe-Langenburg (* 1964). Marcos Tochter Victoria Elisabeth Prinzessin zu Hohenlohe-Langenburg erbte den Titel ihrer Großmutter als 20. Herzogin von Medinaceli, plus 42 weitere spanische Adelstitel (neben ihrem väterlichen) und gilt daher als die Person mit den weltweit meisten Adelstiteln.